# Понеділок без м'яса
«Понеділок без м'яса» англ. «Meatless Monday», «Meat Free Mondays» — міжнародний рух, який закликає людей не їсти м'яса щопонеділка, тим самим покращуючи своє здоров'я, а також «здоров'я планети».
Рух закликає до боротьби з глобальним потеплінням, шляхом зниження споживання м'ясної продукції. Активісти вважають, що якщо кожна людина хоча б один день на тиждень не буде вживати м'ясо, то тим самим зробить велику послугу екології Землі. На вироблення м'ясних продуктів припадає 18 % загального викиду вуглеводню в атмосферу, що призводить до посилення парникового ефекту.
Понеділок як день без м'яса вибрали з кількох причин. П'ятниця вже є традиційним не м'ясним днем для католиків і православних вірян. Понеділок — початок нового тижня, день коли люди повертаються до своїх буденних справ, а нездорові звички, які переважали на вихідних, можна замінити чимось корисним.
До руху вже приєдналася низка великих університетів і підприємств США, сер Пол Маккартні, Альберт Гор, Гвінет Пелтроу, Кейт Мосс.
Найбільше рух поширився у США, Англії, Бразилії, Канаді, Ізраїлі, Австралії, Бельгії.

## Історія
«Пісний понеділок» або «Понеділок без м'яса» з'явився під час Першої світової війни, коли Міністерство Харчової Промисловості США звернулося до громадян із проханням відмовитися від м'яса раз на тиждень (в понеділок) і від хліба (в середу) для того, щоб зекономити продукти і зробити додаткові консерви та продуктові посилки, які відправляли в Європу, де, на той час, відчувалась нестача харчів. Термін призабули на деякий час, але пізніше до нього знову звернулися з тією ж метою під час Другої Світової.
Понеділок без м'яса є некомерційною ініціативою 2003 року компанії The Monday Campaigns Inc. у співпраці з Медичною школою Блумберга при Університеті Джона Гопкінса. Пізніше цю ініціативу підтримали різні країни світу. Першими приєдналися до руху британці. Сер Пол Маккартні разом з доньками Стеллою і Мері відкрили офіційний сайт в підтримку здорових понеділків. В жовтні 2009 р. Понеділок без м'яса запустила в Сан-Пауло Бразильська Вегетаріанська спільнота за підтримки уряду.
В квітні 2009 р. програма «Понеділок без м'яса» випустила інформаційне відео, в якому висвітлено як споживання м'яса впливає на зміни клімату.
6 квітня 2010 р. Сан-Франциско став першим містом США, яке офіційно проголосило понеділок «днем без м'яса». У листопаді 2012 р. до руху офіційно приєднався Лос-Анджелес. У багатьох ресторанах світу щопонеділка не пропонують м'ясні страви.
У березні 2012 р., уряд Хорватії так само підтримав ініціативу, виключивши м'ясо з понеділкового меню Міністерства Довкілля й Охорони Природи.